# Grover Washington, Jr.

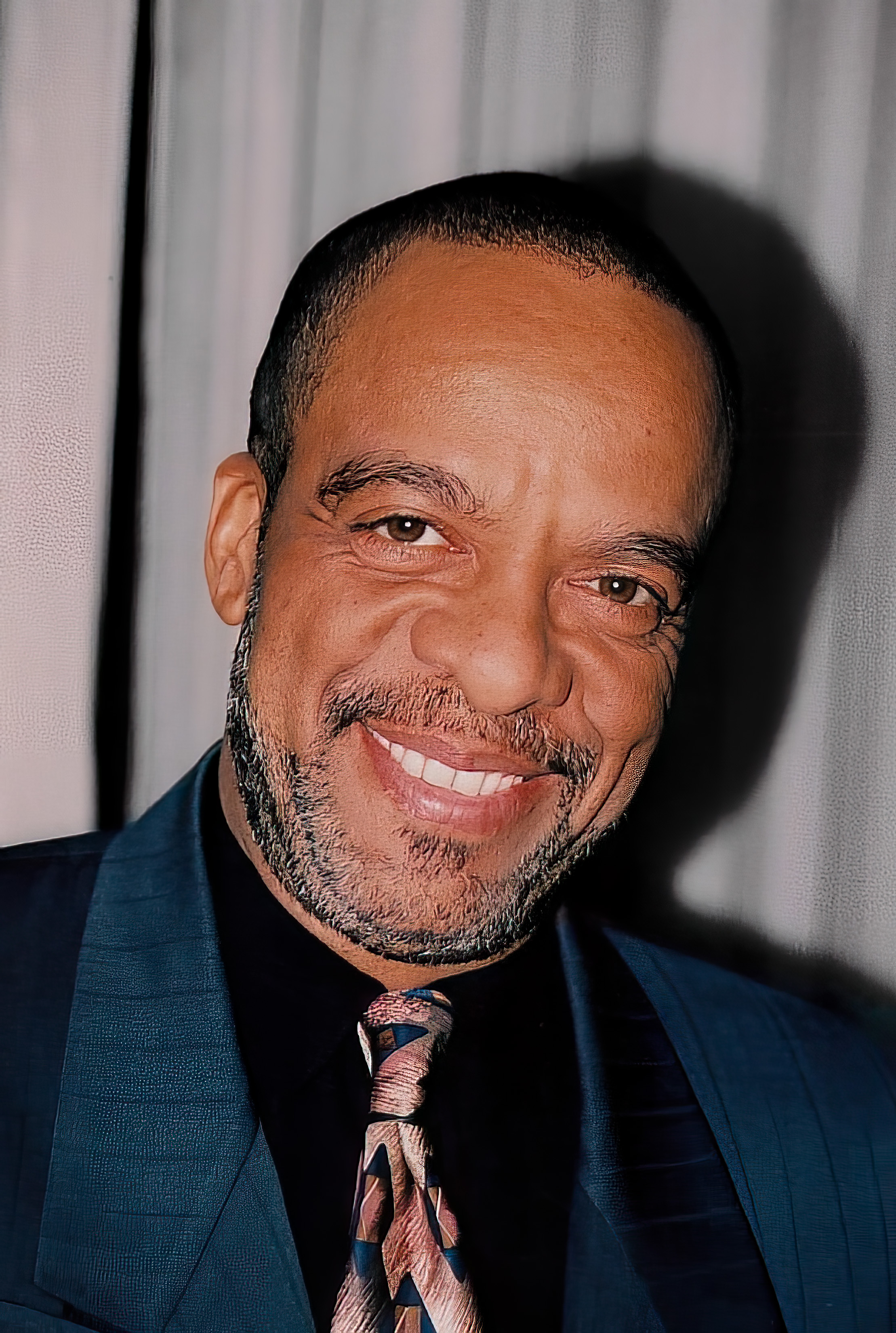
Grover Washington, Jr. im Jahr 1995

Grover Washington, Jr. (* 12. Dezember 1943 in Buffalo, New York; † 17. Dezember 1999 in New York City) war ein US-amerikanischer Saxophonist und Flötist, der als Mitbegründer und einer der wichtigsten Stilisten des so genannten Smooth-Jazz-Genres gilt.

## Biografie
Washington entstammte einer musikalischen Familie, hatte Unterricht bei Elvin Shepherd und sammelte erste professionelle Erfahrungen im Umfeld der erst viel später berühmt gewordenen Studiomusiker, die unter dem Namen The Funk Brothers die Rhythmusgruppe des Schallplattenlabels Motown Records bildeten. Mit einer Gruppe namens The Four Clefs tourte er ausgiebig auf dem so genannten Chitlin’ Circuit durch den Mittelwesten der USA und versuchte sich zeitweise auf den großen Jazzszenen der Metropolen der Ostküste, hauptsächlich Philadelphia und New York.
Seine erste erfolgreiche Platteneinspielung kam 1970 fast zufällig zustande, als Hank Crawford einen Sessiontermin für Prestige Records nicht wahrnehmen konnte und Washington als Substitut engagiert wurde. Die bei dieser Gelegenheit entstandene Langspielplatte Inner City Blues (das Titelstück war in der Originalversion von Marvin Gaye ein Charterfolg) folgte bereits annähernd dem Erfolgsrezept, das Washington für den Rest seiner Karriere im Wesentlichen weiterverfolgen sollte: eine publikumswirksame Mischung aus aktueller Popmusik mit Einflüssen aus R&B, Funk und Fusion-Jazz, angereichert mit Latin-Klängen, die von den jeweils besten verfügbaren Studio-Jazzmusikern eingespielt wurde.
In den USA konnte Washington immer wieder Hitparadenerfolge lancieren, was gerade in den 1970er und 80er Jahren für einen dem Jazz zumindest nahestehenden Musiker außergewöhnlich war (einige der herausragendsten waren Mister Magic und Just The Two Of Us, letzterer Titel mit dem Soul-Sänger Bill Withers). 
Nur wenige Tage nach seinem 56. Geburtstag erlitt Grover Washington, Jr. während der Aufnahmearbeiten zu einer TV-Show einen schweren Herzinfarkt, dem er kurze Zeit später im Krankenhaus erlag.

## Diskografie

### Studioalben
| Jahr | Titel Musiklabel Katalog-Nr.                                        | Höchstplatzierung, Gesamtwochen, AuszeichnungChartplatzierungen (Jahr, Titel, Musiklabel Katalog-Nr., Platzierungen, Wochen, Auszeichnungen, Anmerkungen) | Höchstplatzierung, Gesamtwochen, AuszeichnungChartplatzierungen (Jahr, Titel, Musiklabel Katalog-Nr., Platzierungen, Wochen, Auszeichnungen, Anmerkungen) | Höchstplatzierung, Gesamtwochen, AuszeichnungChartplatzierungen (Jahr, Titel, Musiklabel Katalog-Nr., Platzierungen, Wochen, Auszeichnungen, Anmerkungen) | Anmerkungen |
| Jahr | Titel Musiklabel Katalog-Nr.                                        | UK | US | R&B | Anmerkungen |
| ---- | ------------------------------------------------------------------- | --- | --- | --- | --- |
| 1971 | Inner City Blues Kudu 03                                            | — | US62 (25 Wo.)US | R&B8 (35 Wo.)R&B | Erstveröffentlichung: September 1971 Instrumental-Album Produzent: Creed Taylor |
| 1972 | All The King’s Horses Kudu 07                                       | — | US111 (17 Wo.)US | R&B20 (11 Wo.)R&B | Erstveröffentlichung: August 1972 Instrumental-Album Produzent: Creed Taylor |
| 1973 | Soul Box Kudu 1213 (2)                                              | — | US100 (14 Wo.)US | R&B26 (18 Wo.)R&B | Erstveröffentlichung: März 1973 Instrumental-Album Produzent: Creed Taylor |
| 1974 | Mister Magic Kudu 20                                                | — | US10 (34 Wo.)US | R&B1 (34 Wo.)R&B | Erstveröffentlichung: November 1974 Instrumental-Album Produzent: Creed Taylor |
| 1975 | Feels So Good Kudu 24                                               | — | US10 (30 Wo.)US | R&B1 (30 Wo.)R&B | Erstveröffentlichung: November 1975 Instrumental-Album Produzent: Creed Taylor |
| 1976 | A Secret Place Kudu 32                                              | — | US31 (16 Wo.)US | R&B7 (16 Wo.)R&B | Erstveröffentlichung: Oktober 1976 Instrumental-Album Produzent: Creed Taylor |
| 1978 | Reed Seed Motown 910                                                | — | US35 (23 Wo.)US | R&B7 (23 Wo.)R&B | Erstveröffentlichung: Oktober 1978 Instrumental-Album Produzent: Grover Washington, Jr. |
| 1979 | Paradise Elektra 182                                                | — | US24 (19 Wo.)US | R&B15 (21 Wo.)R&B | Erstveröffentlichung: April 1979 Instrumental-Album Produzent: Grover Washington, Jr. |
| 1980 | Skylarkin’ Motown 933                                               | — | US24 (22 Wo.)US | R&B8 (25 Wo.)R&B | Erstveröffentlichung: Februar 1980 Instrumental-Album Produzent: Grover Washington, Jr. |
| 1980 | Winelight Elektra 305                                               | UK34 Silber · (9 Wo.)UK | US5 ×2Doppelplatin · (52 Wo.)US | R&B2 (49 Wo.)R&B | Erstveröffentlichung: November 1980 · Instrumental-Album, AT: Gold · Grammy (Best Jazz Fusion Performance) · Produzenten: Ralph MacDonald, Grover Washington, Jr.                                   |
| 1981 | Come Morning Elektra 562                                            | UK98 (1 Wo.)UK | US28 (27 Wo.)US | — | Erstveröffentlichung: November 1981 Produzenten: Ralph MacDonald, Grover Washington, Jr. |
| 1982 | The Best Is Yet to Come Elektra 60215                               | — | US50 (25 Wo.)US | R&B8 (33 Wo.)R&B | Erstveröffentlichung: November 1982 Produzenten: Ralph MacDonald, Dexter Wansel, Nathan Sassover, Grover Washington, Jr.                                                                            |
| 1984 | Inside Moves Elektra 60318                                          | — | US79 (23 Wo.)US | R&B21 (26 Wo.)R&B | Erstveröffentlichung: Oktober 1984 Produzenten: Ralph MacDonald, Grover Washington, Jr. |
| 1986 | A House Full of Love: Music from the Bill Cosby Show Columbia 40270 | — | US125 (7 Wo.)US | — | Erstveröffentlichung: Februar 1986 Stu Gardner presents A House Full of Love feat. Grover Washington, Jr Soundtrack zur Sitcom Die Bill Cosby Show Produzenten: Stu Gardner, Grover Washington, Jr. |
| 1987 | Strawberry Moon Columbia 40510                                      | — | US66 (16 Wo.)US | R&B29 (20 Wo.)R&B | Erstveröffentlichung: August 1987 Produzent: Grover Washington, Jr. |
| 1990 | Time Out of Mind Columbia 45253                                     | — | — | R&B60 (13 Wo.)R&B | Erstveröffentlichung: Februar 1990 Instrumental-Album Produzent: Grover Washington, Jr. |
| 1992 | Next Exit Columbia 48530                                            | — | US149 (11 Wo.)US | R&B26 (21 Wo.)R&B | Erstveröffentlichung: Mai 1992 Executive Producer: George Butler |
| 1996 | Soulful Strut Columbia 57505                                        | — | US187 (2 Wo.)US | R&B45 (15 Wo.)R&B | Erstveröffentlichung: September 1996 Instrumental-Album Produzent: Dan Shea |

Weitere Studioalben
- 1977: Señor Blues (Urbie Green mit Grover Washington, Jr. und David Matthews’ Big Band; CTI 7079)
- 1983: Side Star (Remixalbum; Kudu SS1)
- 1984: Togethering (mit Kenny Burrell; Blue Note 85106)
- 1988: Then and Now (Columbia 44256)
- 1994: All My Tomorrows(Columbia 64319)
- 1995: Dragonfly (Gerry Mulligan Quartet with Special Guests Dave Grusin, Dave Samuels, John Scofield, Warren Vaché und Grover Washington, Jr.; Telarc Jazz 83377)
- 1996: Evolution (Thus Spoke Z feat. Groover Washington, Jr.; CTI MA 70 01 001)
- 1997: Breath of Heaven: A Holiday Collection (Columbia 68527)
- 1997: The Hollywood Sound (John Williams, London Symphony Orchestra und Grover Washington, Jr.; Sony Classical 62788)
- 2000: Aria (Sony Classical 61864)

### Livealben
| Jahr | Titel Musiklabel Katalog-Nr.    | Höchstplatzierung, Gesamtwochen, AuszeichnungChartplatzierungen (Jahr, Titel, Musiklabel Katalog-Nr., Platzierungen, Wochen, Auszeichnungen, Anmerkungen) | Höchstplatzierung, Gesamtwochen, AuszeichnungChartplatzierungen (Jahr, Titel, Musiklabel Katalog-Nr., Platzierungen, Wochen, Auszeichnungen, Anmerkungen) | Höchstplatzierung, Gesamtwochen, AuszeichnungChartplatzierungen (Jahr, Titel, Musiklabel Katalog-Nr., Platzierungen, Wochen, Auszeichnungen, Anmerkungen) | Anmerkungen |
| Jahr | Titel Musiklabel Katalog-Nr.    | UK | US | R&B | Anmerkungen |
| ---- | ------------------------------- | --- | --- | --- | --- |
| 1978 | Live at the Bijou Kudu 3637 (2) | — | US11 (32 Wo.)US | R&B4 (24 Wo.)R&B | Erstveröffentlichung: Dezember 1977 Aufnahme: Bijou Cafe Philadelphia, Mai 1977 Instrumental-Album Produzent: Creed Taylor |
| 2010 | Grover Live G-Man               | — | — | R&B95 (1 Wo.)R&B | Erstveröffentlichung: Mai 2010                                                                                             |

### Kompilationen
| Jahr | Titel Musiklabel Katalog-Nr.                            | Höchstplatzierung, Gesamtwochen, AuszeichnungChartplatzierungen (Jahr, Titel, Musiklabel Katalog-Nr., Platzierungen, Wochen, Auszeichnungen, Anmerkungen) | Höchstplatzierung, Gesamtwochen, AuszeichnungChartplatzierungen (Jahr, Titel, Musiklabel Katalog-Nr., Platzierungen, Wochen, Auszeichnungen, Anmerkungen) | Höchstplatzierung, Gesamtwochen, AuszeichnungChartplatzierungen (Jahr, Titel, Musiklabel Katalog-Nr., Platzierungen, Wochen, Auszeichnungen, Anmerkungen) | Anmerkungen                                           |
| Jahr | Titel Musiklabel Katalog-Nr.                            | UK | US | R&B | Anmerkungen                                           |
| ---- | ------------------------------------------------------- | --- | --- | --- | ----------------------------------------------------- |
| 1980 | Baddest Motown 940 (2)                                  | — | US96 (10 Wo.)US | R&B40 (11 Wo.)R&B | Erstveröffentlichung: August 1980 Instrumental-Album  |
| 1981 | Anthology Motown 961 (2)                                | — | US149 (7 Wo.)US | R&B44 (8 Wo.)R&B | Erstveröffentlichung: Oktober 1981 Instrumental-Album |
| 2000 | Prime Cuts: The Columbia Years 1987–1999 Columbia 69722 | — | — | R&B97 (1 Wo.)R&B | Erstveröffentlichung: Dezember 1999                   |

Weitere Kompilationen
- 1975: The Best Of (Kudu 0063.033)
- 1983: Greatest Performances (Motown 5307)
- 1985: At His Best (Motown 72366)
- 1985: Anthology of Grover Washington Jr. (Elektra 9 60415-2)
- 1996: The Best of Grover Washington Jr. (Motown 530 620-2)
- 1999: Ultimate Collection (Hip-O Records 012 153 888 2)
- 2000: The Best of Grover Washington Jr.: 20th Century Masters: The Millennium Collection (Motown 012 157 617-2)
- 2001: Love Songs (Rhino 76693)
- 2001: Discovery: The First Recordings (Prestige 11020-2)
- 2002: The Essential Collection (Spectrum Music 018 778-2)>

### Singles
| Jahr | Titel Album                                | Höchstplatzierung, Gesamtwochen, AuszeichnungChartplatzierungen (Jahr, Titel, Album, Platzierungen, Wochen, Auszeichnungen, Anmerkungen) | Höchstplatzierung, Gesamtwochen, AuszeichnungChartplatzierungen (Jahr, Titel, Album, Platzierungen, Wochen, Auszeichnungen, Anmerkungen) | Höchstplatzierung, Gesamtwochen, AuszeichnungChartplatzierungen (Jahr, Titel, Album, Platzierungen, Wochen, Auszeichnungen, Anmerkungen) | Anmerkungen |
| Jahr | Titel Album                                | UK | US | R&B | Anmerkungen |
| ---- | ------------------------------------------ | --- | --- | --- | --- |
| 1972 | Inner City Blues                           | — | — | R&B42 (3 Wo.)R&B | Erstveröffentlichung: Februar 1972 Instrumental Autor und Original: Marvin Gaye, 1971 |
| 1972 | No Tears, in the End All The King’s Horses | — | — | R&B49 (3 Wo.)R&B | Erstveröffentlichung: August 1972 Instrumental; Bass: Gordon Edwards Autoren: Ralph MacDonald, William Salter                                                                                 |
| 1975 | Mister Magic                               | — | US54 (10 Wo.)US | R&B16 (17 Wo.)R&B | Erstveröffentlichung: März 1975 Instrumental Autoren: Ralph MacDonald, William Salter |
| 1978 | Summer Song Live at the Bijou              | — | — | R&B57 (6 Wo.)R&B | Erstveröffentlichung: April 1978 Autor: John Blake |
| 1978 | Do Dat Reed Seed                           | — | — | R&B75 (7 Wo.)R&B | Erstveröffentlichung: November 1978 Instrumental Autoren: John Blake, Leonard „Doc“ Gibbs, Jr.                                                                                                |
| 1979 | Tell Me About It Now Paradise              | — | — | R&B57 (7 Wo.)R&B | Erstveröffentlichung: Juni 1979 Instrumental Autor: Grover Washington, Jr. |
| 1980 | Snake Eyes Skylarkin’                      | — | — | R&B88 (4 Wo.)R&B | Erstveröffentlichung: April 1980 Instrumental; Clavinet: Paul Griffin Autor: Grover Washington, Jr.                                                                                           |
| 1980 | Let It Flow (For Dr. J) Winelight          | — | — | R&B62 (10 Wo.)R&B | Erstveröffentlichung: November 1980 Instrumental; Fender Rhodes: Paul Griffin Autor: Grover Washington, Jr.                                                                                   |
| 1981 | Just the Two of Us Winelight               | UK34 Platin · (7 Wo.)UK | US2 (24 Wo.)US | R&B3 (21 Wo.)R&B | Erstveröffentlichung: Januar 1981 Gesang: Bill Withers, Fender Rhodes: Richard Tee, Oberheim-Synthesizer: Bill Eaton Grammy (R&B Song) Autoren: Bill Withers, Ralph MacDonald, William Salter |
| 1981 | Be Mine (Tonight) Come Morning             | — | US92 (4 Wo.)US | R&B13 (16 Wo.)R&B | Erstveröffentlichung: November 1981 Gesang: Grady Tate Autoren: Ralph MacDonald, William Eaton, William Salter                                                                                |
| 1982 | Jamming Come Morning                       | — | — | R&B65 (6 Wo.)R&B | Erstveröffentlichung: März 1982 Instrumental; Autor: Bob Marley Original: Bob Marley and the Wailers, 1977                                                                                    |
| 1982 | The Best Is Yet to Come                    | — | — | R&B14 (19 Wo.)R&B | Erstveröffentlichung: November 1982 Gesang: Patti LaBelle Autoren: Cynthia Biggs, Dexter Wansel                                                                                               |
| 1984 | Inside Moves                               | — | — | R&B79 (4 Wo.)R&B | Erstveröffentlichung: Juli 1984 Instrumental Autoren: Ralph MacDonald, Steve Gadd, William Salter                                                                                             |
| 1987 | Summer Nights Strawberry Moon              | — | — | R&B35 (10 Wo.)R&B | Erstveröffentlichung: Juli 1987 Instrumental; Timbales: Darryl Washington Autor: Marcus Miller                                                                                                |
| 1990 | Sacred Kind of Love Time Out of Mind       | — | — | R&B21 (13 Wo.)R&B | Erstveröffentlichung: Februar 1990 Gesang: Phyllis Hyman Autoren: Sami McKinney, Cole Porter, Karin Rybar                                                                                     |
| 1990 | The Groove (Jazzy’s Groove) –              | — | — | R&B70 (7 Wo.)R&B | Erstveröffentlichung: Februar 1990 DJ Jazzy Jeff & the Fresh Prince feat. Grover Washington, Jr.                                                                                              |
| 1992 | Love Like This Next Exit                   | — | — | R&B31 (12 Wo.)R&B | Erstveröffentlichung: April 1992 Gesang: Lalah Hathaway Autoren: Arnie Roman, Terry Cox |

Weitere Singles
- 1972: Mercy Mercy Me
- 1972: Where Is the Love
- 1973: Masterpiece
- 1976: Knucklehead
- 1977: A Secret Place
- 1979: Just the Way You Are
- 1981: Winelight
- 1982: Brazilian Memories
- 1984: When I Look at You
- 1987: The Look of Love
- 1989: Jamaica
- 1995: Tonight Is the Night (mit Larry Coryell und Peabo Bryson)
- 1996: Can You Stop the Rain
- 2003: Peacemaster

## Auszeichnungen für Musikverkäufe
| Goldene Schallplatte - Frankreich - 1987: für das Album Winelight - Hongkong - 1989: für das Album Winelight - Kanada - 1989: für das Album Winelight | 2× Platin-Schallplatte - Neuseeland - 1981: für das Album Winelight |

Anmerkung: Auszeichnungen in Ländern aus den Charttabellen bzw. Chartboxen sind in ebendiesen zu finden.
| Land/RegionAuszeichnungen für Musikverkäufe (Land/Region, Auszeichnungen, Verkäufe, Quellen) | Silber  | Gold     | Platin     | Verkäufe  | Quellen         |
| -------------------------------------------------------------------------------------------- | ------- | -------- | ---------- | --------- | --------------- |
| Frankreich (SNEP)                                                                            | —       | Gold1    | —          | 100.000   | infodisc.fr     |
| Hongkong (IFPI/HKRIA)                                                                        | —       | Gold1    | —          | 10.000    | ifpihk.org      |
| Kanada (MC)                                                                                  | —       | Gold1    | —          | 50.000    | musiccanada.com |
| Neuseeland (RMNZ)                                                                            | —       | —        | 2× Platin2 | 40.000    | Einzelnachweise |
| Österreich (IFPI)                                                                            | —       | Gold1    | —          | 25.000    | ifpi.at         |
| Vereinigte Staaten (RIAA)                                                                    | —       | —        | 2× Platin2 | 2.000.000 | riaa.com        |
| Vereinigtes Königreich (BPI)                                                                 | Silber1 | —        | Platin1    | 660.000   | bpi.co.uk       |
| Insgesamt                                                                                    | Silber1 | 4× Gold4 | 5× Platin5 |           |                 |

### Musikbeispiele
- Grover Washington, Jr. feat. Bill Withers: Just the Two of Us auf YouTube
- Grover Washington, Jr.: Inner City Blues (Make Me Wanna Holler) auf YouTube
- Grover Washington, Jr.: It Feels So Good auf YouTube